# Mi-Ke BEST HITS
『Mi-Ke BEST HITS』（ミケ ベスト・ヒッツ）は株式会社トレドの企画によりビーイング側が発売したMi-Keのベスト・アルバムでBEST HITSシリーズ第4作目。（JDCT-004）このアルバムは通常のCD流通ルートではなく、主に全国の高速道路内売店向けに出荷されている。

## 内容
シングル、アルバム曲を発表順に収録している。

## 収録曲
1. 想い出の九十九里浜
1stシングル。
2. 亜麻色の髪の乙女 - 原曲:ヴィレッジ・シンガーズ
1stアルバム『想い出のG・S・九十九里浜』に収録。
3. 想い出の渚 - 原曲:ザ・ワイルドワンズ
1stアルバム『想い出のG・S・九十九里浜』に収録。
4. 好きさ好きさ好きさ - 原曲:ザ・カーナビーツ
2ndシングル。
5. ブルーライト ヨコスカ
3rdシングル。
6. む〜んな気持ちはおセンチ
4thシングル。
7. 白い2白いサンゴ礁
5thシングル。
8. 恋のバカンス - 原曲:ザ・ピーナッツ
2ndアルバム『懐かしのブルーライト ヨコハマ ヨコスカ』に収録。
9. 悲しきテディ・ボーイ
6thシングル。
10. なごり雪 - 原曲:かぐや姫
3rdアルバム『忘れじのフォーク・白い2白いサンゴ礁』に収録。
11. あなた - 原曲:小坂明子
3rdアルバム『忘れじのフォーク・白い2白いサンゴ礁』に収録。
12. サーフィン・JAPAN
7thシングル。
13. 朝まで踊ろう - 原曲:舘ひろし
8thシングル。
14. Pink Christmas
9thシングル。
15. 涙のバケーション
10thシングル。
16. Please Please Me, LOVE
11thシングル。